# Mine de Palabora
La mine de cuivre de Palabora en Afrique du Sud, à 360 km au nord-est de Pretoria mesure 2 000 mètres de diamètre et 762 mètres de profondeur.
Exploitée pendant 38 ans, l'exploitation à ciel ouvert a été abandonnée par ses propriétaires Rio Tinto en 2002, mais l'exploitation souterraine persiste.